# Прохасько Тарас Богданович
Тара́с Богда́нович Проха́сько (нар. 16 травня 1968, Івано-Франківськ) — український письменник, журналіст, один із представників станіславського феномену. Старший брат літературознавця та перекладача Юрія Прохаська, батько письменника Маркіяна Прохаська, родич письменниці Ірини Вільде (син її троюрідної племінниці). Лауреат Шевченківської премії 2020 року за збірку есеїстики «Так, але…».

## Родина
Мати Прохаська — троюрідна племінниця письменниці Ірини Вільде, яка підтримувала тісні зв'язки з їхньою родиною та часто приїжджала до них зі Львова.
Дід Прохаська по лінії матері під час Першої світової війни служив в австро-угорській дивізії, що стояла на фронті навпроти частини, яку описав Ернест Гемінґвей в автобіографічному романі «Прощавай, зброє!».
Священник Олекса Пристай, який написав книгу «Із Трускавця у світ хмародерів», фрагменти з якої були опубліковані 1936 року львівською газетою «Діло», був прадідом Прохаська.
Батька Тараса Прохаська у віці 10 років депортували разом з матір'ю, бабусею Прохаська, з Моршина до спецпоселення в Читі, звідки він повернувся в Україну в 1956 році, коли йому виповнилося 16.
Колишня дружина — Мар'яна Прохасько, українська художниця-ілюстраторка та письменниця, співавторка «кротячої» трилогії книжок для дітей, створеної спільно з Тарасом Прохаськом.

## Життєпис
Перші свідомі роки життя провів у селі Делятин Надвірнянського району Івано-Франківської області. 
У школі Прохасько добре знав біологію, брав участь у Всеукраїнській олімпіаді з української мови, але не міг уявити себе радянським філологом або журналістом, тому вступив на біологічний факультет Львівського державного університету імені Івана Франка (1992).
За фахом ботанік. Після завершення університету йому пропонували працювати на розташованому в горах біостаціонарі, але Прохасько відмовився через родинні обставини.
Учасник студентського руху 1989—1991 років, зокрема брав участь у «революції на граніті» у Києві у 1990 році, під час якої не тільки встиг полюбити Київ, але і, за власним зізнанням, зрозумів рядки Василя Стуса «уже Софія відструменіла, відмерехтіла бузковим гроном» — бо саме такою видалася йому Софія з Майдану Незалежності.
Після завершення університету спочатку працював в Івано-Франківському інституті карпатського лісівництва, згодом — учителював у рідному місті, у 1992—1993 роках був барменом, потім сторожем, ведучим на радіо FM «Вежа», працював у художній галереї, в газеті, на телестудії. У 1992—1994 роках був «мандрівним» співредактором журналу «Четвер», бо в той час постійно їздив до Львова, де навчався в університеті.
Лауреат видавництва «Смолоскип» (1997).
У 1993 році Тарас Прохасько разом з Андрієм Федотовим та Адамом Зевелом знявся в короткометражному фільмі «Квіти святого Франциска», а у 1996 році в селі Делятин Надвірнянського району Івано-Франківської області відбувся перший в Україні міжнародний фестиваль відео-арту, гран-прі на якому отримав двохвилинний фільм «Втеча в Єгипет» (1994), де знявся Тарас Прохасько, його сини та Леся Савчук.
У 1998 році почав працювати журналістом у львівській газеті «Експрес», згодом писав авторські колонки до «Експресу» та «Поступу». Деякий час писав до інтернет-газети «Телекритика», а потім, коли друзі Прохаська створили «газету його мрій», почав писати статті та вести авторську колонку в Івано-Франківській обласній тижневій газеті «Галицький кореспондент».
У 2004 році кілька місяців прожив у Кракові, отримавши літературну стипендію польської культурної фундації «Stowarzyszenie Willa Decjusza — Homines Urbani».
Коли Анджей Стасюк писав свою книгу «Дорогою на Бабадаґ», він заїжджав до Делятина, де у Прохаська є дім, звідки вони разом вирушили на Чорногору. Рік по тому вони вирушили в Ґорґани та Заліщики, а згодом редакція «Галицького кореспонденту» запросила Стасюка на тижневу подорож у гори — до Білого Черемошу, Перкалаби та Яловичорських гір.
У квітні 2010 року Прохасько вперше відвідав США, де в нього відбулися творчі вечори у Нью-Йорку та Вашингтоні.
У 2016 році Прохасько виступив на захист обвинуваченого у державній зраді проросійського пропагандиста Коцаби, назвав його «старим антирадянщиком», та порівнявши Коцабу з дисидентами радянської доби. Прохапсько тоді написав, що «Тож таких, як Коцаба, треба плекати». 
Серед фільмів, що справили на нього сильне враження, Прохасько називає «Ромовий бульвар» (1972) з Бріжіт Бардо та Ліно Вентурою, фільми з акторкою Жульєт Бінош, деякі фільми Віма Вендерса, «Пролітаючи над гніздом зозулі» Мілоша Формана, «Леон-кілер», «Сто днів після дитинства» (1975), «Асса» (1987) та «Ніжний вік» (2000) Сергія Соловйова, «Повернення» (2003) Андрія Звягінцева Його втіленням про «файне кіно» є «Кримінальне чтиво» Квентіна Тарантіно.
Працює в «Галицькому кореспонденті».
Одружений, має трьох синів, один навчається на історика в Українському католицькому університеті, а другий — на архітектора та будівельника у Львівській політехніці.
Член Українського ПЕН.
Член Асоціації українських письменників. Серед найсимпатичніших йому людей називає Франциска Асизького та Кейт Мосс.

## Творчість
За словами Прохаська, він вирішив стати письменником, коли йому виповнилося 12 років. У школі не читав радянських українських письменників, а тільки після армії прочитав вірші Василя Стуса та почав писати й сам. Першим його твором було «Mein Kampf: улюблені частини». Оскільки біологічний факультет, на якому він навчався, був немистецьким середовищем, Прохасько деякий час вважав, що сучасної української літератури як такої не існує. Перші її твори він прочитав лише 1990 року, коли познайомився з Юрієм Іздриком, який розвісив в Івано-Франківську оголошення про створення літературно-мистецького часопису «Четвер». Перші твори Прохаська Іздрик не прийняв, а згодом Прохасько написав своє перше оповідання «Спалене літо», яке було опубліковано в часописі.
Серед письменників, близьких йому «за певним типом світосприйняття», Прохасько називає Богуміла Грабала, Хорхе Луїса Борхеса, Бруно Шульца, Василя Стефаника, Данило Кіша, Габріеля Гарсії Маркеса, Мілана Кундеру, Оноре де Бальзака, Антона Чехова, Сергія Довлатова, Лева Рубінштейна, а серед найулюбленіших творів — щоденник Анджея Бобковського «Війна і спокій» (1940—1944) та «Шерлок Холмс».
Часом видається, що Тарас Прохасько — наскрізь рослинний чоловік і це не лише сильно відчувається у його писаннях, а й помітно виокремлює його з-поміж інших українських прозаїків. Не дивно, що він постійно намагається зафіксувати мінливість незмінності й відтворити внутрішню спорідненість людської душі з рослинним світом. У багатьох творах Тараса присутній біографізм, але це не спрощує його прозу, а навпаки — робить її дуже відвертою й наближає до інтимної сповіді.
Серія внутрішньо-інтимних переживань «FM „Галичина“» та «Порт Франківськ» мають, дещо, притчевий характер. Написані у формі щоденника, ці роздуми на різноманітні теми, свого часу опубліковані в тижневику «Галицький кореспондент» та озвучені в ефірі радіо FM «Вежа».
Прохасько бере участь у різних мистецьких перформансах. У 2009 року він, разом із іншими письменниками (Юрієм Андруховичем, Юрком Іздриком, Володимиром Єшкілєвим, Софією Андрухович) взяв участь у проекті «БОМЖ» («Без Ознак Мистецького Життя») Ростислава Шпука, пізніше презентованому на польському "Міжнародному фестивалі бездомного мистецтва.
У серпні 2010 року Прохасько в рамках музично-літературного діалогу, що відбувся під час фестивалю «Порто-Франко», читав уривок з роману Станіслава Вінценза «На високій полонині» на руїнах Пнівського замку. Під час читання французький віолончеліст Домінік де Вієнкур виконав сюїту Баха.
2011 року книгу Тараса Прохаська «БотакЄ» було визнано Книгою року.
2013 року премією «Книга року BBC» було відзначено дитячу книжку Тараса Прохаська «Хто зробить сніг», створену разом із Мар'яною Прохасько.
2019 «Книга року BBC» «Так, але…» — переможець у номінації «Есеїстика».

## Нагороди
- 1997 — лауреат премії видавництва «Смолоскип».
- 2006 — перше місце у номінації «Белетристика» за книгу «З цього можна було б зробити кілька оповідань» (версія журналу «Кореспондент»).
- 2007 — третє місце у номінації «Документалістика» за книгу «Порт Франківськ» (версія журналу «Кореспондент»).
- 2007 — лауреат літературної премії імені Джозефа Конрада (заснована Польським інститутом у Києві).
- 2013 — Премія імені Юрія Шевельова за книгу «Одної і тої самої»
- 2019 — Книга року BBC за есеїстику. Відзачено книгу есеїв «Так, але…» (Чернівці: Меридіан Черновіц, 2019)[30]
- 2020 — Національна премія України імені Тараса Шевченка (за книгу есеїв «Так, але…»)[31]

## Тексти Тараса Прохаська
- (укр.) НепрОсті, FM Галичина. 18.11[недоступне посилання з липня 2019], З цього можна зробити кілька оповідань, Спалене літо // AZH (Перевірено 2012-03-30)
- (укр.) Розуміти, а не чекати розуміння, Жити далі, Пригода читання, Домашній Цюрих // Forpost. Авторська колонка, 2008 (Перевірено 2012-04-06)
- (укр.) Написати листа // Часопис «Ї» [Архівовано 23 серпня 2007 у Wayback Machine.] (Перевірено 2012-03-30)
- (укр.) «Від чуття при сутності». Уривок // Часопис «Плерома», випуск 3 [Архівовано 27 вересня 2007 у Wayback Machine.] (Перевірено 2012-03-30)
- (укр.) Вікно у майбутнє // zbruc.eu, 24.04.2013 [Архівовано 17 травня 2014 у Wayback Machine.]
- (укр.) Песимізм і оптимізм // zbruc.eu, 30.04.2013 [Архівовано 6 травня 2013 у Wayback Machine.]
- (англ.) Taras Prokhasko. FM Galicia [Архівовано 26 червня 2015 у Wayback Machine.] (Перевірено 2012-04-06)